# Олайя, Хосе
Хосе Сильверио Олайя Баланда (исп. José Silverio Olaya Balandra; 1782 или 1795, Чоррильос — 29 июня 1823, Лима) — перуанский индеец, герой Войны за независимость испанских колоний в Америке.

## Биография
Биография Олайи известна плохо. Предполагается, что он родился в перуанском городке Чоррильос (Сан-Педро-де-Чоррильос; ныне — один из районов Лимы) в многодетной семье индейца-рыбака. По некоторым данным, его фамилия была не Олайя, а Лайя (индейского происхождения), в этом случае его имя следует читать, как Хосе О. Лайя, где «О.» является инициалом дополнительного имени. О дате рождения существуют большие разногласия: от 1782 до 1795 года с целым рядом промежуточных вариантов. 
Считается, что и сам Олайя, и его отец сочувствовали делу независимости испанских колоний, несмотря на то, что борьба за независимость была организована и возглавлялась креолами — белыми переселенцами из метрополии, а не представителями коренного населения. В 1820 году генерал Хосе де Сан-Мартин в Лиме провозгласил независимость Перу. Однако Куско и горные районы страны по-прежнему контролировались войсками роялистов (монархистов), верными испанскому королю. Характерно, что большинство индейцев и метисов в горных районах активно поддерживали короля Испании, считая его режим менее опасным для себя, чем самостоятельное правление креольских борцов за свободу. Опираясь на поддержку коренных жителей, войска роялистов во главе с Хосе Рамоном Родилем в 1822 году перешли в наступление и вновь захватили Лиму. Главные силы борцов за независимость во главе с Боливаром и Сан-Мартином в это время находились далеко от города, так что остававшиеся в Лиме сторонники независимости во главе с Хосе де ла Рива-Агуэро были вынуждены бежать в порт Кальяо, где укрылись в Крепости короля Филиппа. Узнав о происходящем, Симон Боливар отправил отряд под руководством Антонио Сукре на помощь перуанским патриотам.
Для успеха операции Сукре было необходимо поддерживать связь как с Кальяо, так и с Лимой, где под властью роялистов осталось немало лиц, тайно сочувствовавших делу независимости. В этих обстоятельствах Хосе Олайя, явившись в армию Сукре, вызвался быть гонцом и передавать секретную корреспонденцию из Лимы в штаб Сукре и обратно. Для этой цели он преодолевал часть расстояния в рыбачьей лодке, и, высадившись в родном Чоррильосе, отправлялся в Лиму по тщательно охраняемой роялистами дороге длиной около 15 километров, выдавая себя за рыбака и торговца рыбой. Поскольку жители Чорриольоса действительно знали Олайю, как рыбака и торговца, и поскольку он был представителем коренного населения, долгое время его личность не вызывала подозрения у испанцев.
Олайя успел совершить несколько рейсов туда и обратно, до тех пор, пока 27 июня 1823 года не был задержан на одной из улиц Лимы патрулём, состоявшим из индейцев-роялистов. Перед арестом он успел, по одним данным, выбросить секретное письмо от Сукре в глубокую канаву, а по другим данным — съесть. 
Доставленный во дворец вице-короля, он отказался от предложения Родиля за деньги назвать имена сторонников независимости, которым он передавал послания. После этого, Олайя, по приказу Родиля, был подвергнут жестоким пыткам. Ему также была устроена очная ставка с креолами, арестованными по подозрению в поддержке независимости, среди которых была Антония Сумаэта, от которой Олайя действительно получал информацию ранее, однако, Олайя отрицал, что знает её. Подвергнуть белых, а тем более женщин, допросу с пристрастием, Родиль — командующий силами роялистов, не решился. В результате самоотверженного мужества Олайи заговор не был раскрыт, и многие видные сторонники независимости избежали казни. 
В одиннадцать часов утра 29 июня 1823 года Олайя был расстрелян в окрестностях Лимы. Согласно обычаю, перед казнью его спросили, какое его последнее желание. Олайя в ответ попросил, чтобы его похоронили с красно-белой кокардой, эмблемой его свободной родины, и это было исполнено. После расстрела тело Олайи было обезглавлено палачом и в течение суток выставлено на всеобщее поругание, и только затем привезено в Чоррильос — но с ненавистной испанцам кокардой на груди, которую они, исполняя обычай, сами же прикрепили. Тело Олайи было передано для захоронения родным; место его захоронения утеряно. 
Уже в том же году, когда в событиях войны наступил перелом, имя Олайи стало широко известно, благодаря спасённым им патриотам, а самому Олайе одержавшие верх сторонники независимости воздали заслуженные почести.
Указом Хосе Бернардо де Талье от 3 сентября 1823 года Олайя, простой рыбак, был посмертно зачислен в списки Перуанской армии в чине младшего лейтенанта. Тем же указом, была установлена ежегодная торжественная служба в память об Олайе, которая должна была проходить 29 августа в приходской церкви Чоррильоса в присутствии главы муниципалитета, и родственников Олайи, причём ближайший из живых родственников должен был сидеть на почётном месте среди креольских членов муниципалитета — «отцов города». День казни Олайи (29 августа) совпал с католическим праздником в честь апостола Петра — покровителя рыбаков и города Чоррильоса. В Чоррильосе, ставшем пригородом Лимы, данный двойной праздник отмечается до сих пор.
Вскоре после событий, художник Хосе Хиль де Кастро создал портрет Олайи, который до сих пор остаётся самым популярным его портретом (однако, неизвестно, знали ли они друг друга лично, пока Олайя был жив). 
В дальнейшем, Олайе был посвящен ряд книг. Его имя носит второстепенный перуанский футбольный клуб «Депортиво Хосе Олайя». В 2021 году актёр es:Pietro Sibille сыграл его в перуанском мини-сериале «es:Los otros libertadores», который был посвящён малоизвестным героям борьбы за независимость Перу.